# Капитонова, Лариса Ивановна
Лариса Ивановна Капитонова (4 мая 1970, Чебоксары) — советская и российская футболистка, вратарь. Мастер спорта России (1993). Выступала за сборную России.

## Биография
Воспитанница чебоксарской команды «Энергия», где выступала в хоккее на траве и футболе. До распада СССР также играла за «Текстильщик» (Раменское), в его составе — победитель и призёр всесоюзных турниров в 1987—1988 годах, и за «Спартак» (Москва).
В 1991 году перешла в воронежскую «Энергию», в том же сезоне стала победительницей первой лиги СССР. Участница первого международного матча воронежского клуба, 11 августа 1991 года против американской команды «Мейплбрук Бласт» (Миннеаполис). С 1992 года со своим клубом выступала в высшей лиге России. Обладательница (1993) и финалистка (1994) Кубка России, также побеждала в Кубке России в 1995 и 1996 годах, но в этих розыгрышах в финальных матчах на поле не выходила. Чемпионка (1995) и серебряный призёр (1994, 1996) чемпионата России. Всего в составе «Энергии» сыграла 79 матчей, пропустив 44 гола. Была капитаном команды.
Позднее выступала за «Рязань-ВДВ», в составе этого клуба — чемпионка (1999, 2000) и призёр чемпионата России, обладательница (1998) и финалистка (1999) Кубка России. Включалась в списки 33-х лучших футболисток страны.
Вызывалась в сборную России, сыграла не менее 6 матчей. Участница финальных турниров чемпионата мира 1999 года и чемпионата Европы 2001 года, была на этих турнирах дублёром Светланы Петько.
Окончила МОГИФК. После окончания спортивной карьеры работала в Москве массажистом и косметологом.
Принимала участие в матчах ветеранов.